# История Нижегородской области

### Предыстория
К эпохе мезолита в Нижегородской области относятся стоянка Пустынь I и поселения Наумовка I, Красный Бор 5, Володары I и др. К эпохе неолита относятся Володарская, Гавриловская и Панфиловская стоянки. На площадке Нижневерейского могильника племени мурома, находящегося близ села Нижняя Верея, обнаружены следы ранненеолитической стоянки (конец 5 – 4 тыс. до н. э.). К неолиту—бронзе относятся Пырская, Растяпинская, Сейминская, Володарская, Югонецкая, Чиритовская, Волосанихинская I—III и Усть-Клязьминская стоянки. В начале 2-го тысячелетия до н. э. юго-западная часть территории, занимаемая племенами балахнинской культуры, оказалась заселённой племенами волосовской культуры, дошедших до низовьев Оки. Волосовская культура была выделена В. А. Городцовым на основе раскопанных им Волосовской (эпоха неолита, XVII—XIII века до н. э.) и Панфиловской стоянок.
Могильники индоевропейских скотоводов фатьяновской культуры эпохи бронзы обнаружены в Чкаловском, Ветлужском и Краснобаковском районах. К локальному варианту фатьяновской культуры относится балановская культура. На юго-востоке Нижегородской области находится поселение Васильсурск 1 (№ 288) с материалом атликасинского и ошпандинского периодов балановской культуры. Лепная керамика ошпандинского периода найдена на поселении Наумовка I (№ 155). Погребение балановской культуры II тысячелетия до н. э. найдено в Нижнем Новгороде во время археологических исследований, предшествующих строительству административного здания.
К эпохе бронзы также относятся памятники сеймино-турбинской (Сейминский могильник) и поздняковской археологических культур. 
В первой половине 1-го тысячелетия до нашей эры в Поволжье формируется городецкая культура раннего железного века.

### Славянская колонизация края
До прихода славян население края было представлено племенами поволжских финнов: черемисами, муромой и мордвой. В VI-IX веках отдельные группы славян, оторвавшись от основного массива, продвигались довольно далеко (см. Безводнинский могильник Нижегородской области) и проживали племенными анклавами. По сообщениям Валентина Седова, для первой волны славянских поселенцев были характерны грунтовые могильники, в отличие от курганных могильников более поздних волн миграции. Уже в этот период славяне оказали большое влияние на культуру малочисленного автохтонного населения охотников-собирателей и существенно разбавили его.
В IX-X веках происходит вторая волна миграции славян на Среднюю Волгу и нижнее течение Оки. Сюда, в район города Мурома, славянские поселенцы проникают не с запада по Оке, а с севера - по Нерли и Клязьме, представляя собой преимущественно носителей культуры кривичей.
Постепенное укрепление северо-восточных русских княжеств способствовало развитию идеи о закреплении княжеской власти в низовьях Оки: местные леса были богаты пушниной, а речные пути по Оке и Волге являлись важными торговыми и логистическими артериями. Существование на Средней Волге в устье Камы сильного соперника - Волжской Булгарии, - ещё в 922 году ставшего исламским государством, тоже диктовало необходимость в защите границ и устройстве логистической базы: в период с 969 по 1171 годы история фиксирует десять военных походов булгар на Русь и русских князей - на Булгарию. С целью защиты Владимиро-Суздальской земли закладываются города-крепости Гороховец (1168 г.) и Городец-на-Волге (1171 г.). Таким образом, Городец является первым известным русским городом на территории современной Нижегородской области.

### Феодальный период
До 1212 года Городец-на-Волге входил в состав великого княжества Владимирского в правление Всеволода Большое Гнездо. Время его правления — период наивысшего расцвета Владимиро-Суздальской земли. К началу XIII века под его рукой соединились многие старые и новые уделы: Владимир Великий, Ростов, Суздаль, Белоозеро, Ярославль-Залесский, Углич, Юрьев-Польский, Тверь, Волок Ламский, Переславль-Залесский, Москва, Дмитров, Стародуб-на-Клязьме, Галич-Мерьский, Кострома, Городец-на-Волге, Устюг, Соль Великая, Нерехта, Молога, Унжеск. Перед смертью он распределил власть между своими шестью живыми сыновьями — Константином, Юрием, Ярославом, Владимиром, Святославом и Иваном. Согласно действующему в то время укладу, наследовать отцу старший престол (Владимир Великий) должен был старший сын, Константин, а бывшую столицу (Ростов) — Юрий. Однако, Константин планировал объединить в своих руках и Владимир, и Ростов. Тогда в 1211 году Всеволод «созвал всех бояр своих с городов и волостей и епископа Иоанна, и игумены, и попы, и купцы, и дворяны, и все люди» (Воскресенская летопись), и было принято решение дать великое княжение с Суздалем Юрию, а Константину оставить Ростов, в котором он княжил с 1207 года, с Ярославлем, Угличем, Мологой, Белоозером и Устюгом. Ярославу передавались в княжение Переяславль, Тверь и Дмитров. Владимиру — Волок Ламский, Святославу — Юрьев-Польский. Иван же по малолетству не получал удел.
Константин это решение не принял. После смерти отца братья разделились и стали готовиться к бою: Владимир и Святослав поддержали Константина, а Ярослав и Иван — Юрия. У обеих сторон были и другие союзники: Константина поддерживали смоленские князья и новгородцы, союзником Юрия был муромский князь Давыд Юрьевич. Первый этап борьбы (1212—1215 гг.) прошёл во взаимных набегах и борьбе за соледобычу, после чего Константин и Юрий примирились, а Владимир выехал на княжение в Переяславль Южный. Несмотря на примирение, в том же 1215 году Юрий Всеволодович учреждает особенную Владимиро-Суздальскую епархию. Первым её епископом был поставлен игумен Симон. Второй этап развернулся из-за противостояния Ярослава Всеволодовича и смоленского князя Мстислава Удатного за новгородское княжение. Итогом этого противостояния стала Липицкая битва, в которой владимиро-суздальская сторона потерпела разгромное поражение от смолян, новгородцев, ростовцев и псковичей. По заключённому в мае 1216 года миру великое княжение Владимирское с городом Суздалем переходило Константину Всеволодовичу, а Юрию Всеволодовичу в удел доставался Городец.
Северо-Восточная Русь сделала ещё один шаг к централизации власти. В борьбе за власть Юрий, однако, вынужден был пойти на компромиссы со своими братьями. Владимиро-Суздальская Русь распалась на ряд уделов, где сидели дети Всеволода III. Но процесс централизации был уже необратим.
Уже в 1217 году Константин Всеволодович лично прибыл в Городец и «створиста любовь меж себе» с Юрием Всеволодовичем и передал ему Суздаль. По новому договору, по смерти Константина Юрий принимает великое княжение владимирское, Константиновичи же наследуют весь Ростовский удел с Устюгом, но будут младшими князьями по отношению к Юрию. В сентябре того же года Владимир Всеволодович возвращается из половецкого плена, братья наделяют его Стародубом.
Несмотря на то, что Муром, Гороховец и Городец-на-Волге теперь подпирали границы Владимиро-Суздальской земли и закрывали прямой проход для булгарских набегов, последние продолжали иметь место. Стоит предполагать и то, что великий князь владимирский Константин Всеволодович чувствовал приближение смерти, и потому спешил примириться с братьями и устроить будущее собственных детей. На это указывает и бездействие великого князя, когда в 1217 году, собрав войско, волжские булгары решили обойти пограничные русские крепости с севера, пройдя в обход Городца по левому берегу Волги до Устюга. «Болгарѣ лестью взяша Устюгъ», после чего пошли вниз по Унже, разоряя местные селения и взяв в осаду городок Унжеск, однако горожане смогли дать отпор. Этот набег был воспринят во Владимире как большая дерзость и способствовал прекращению усобиц.
По смерти старшего брата в 1218 великим князем владимирским становится Юрий Всеволодович. В 1220 году он организовал удачный ответный поход на булгар, послав своего брата, Святослава Всеволодовича, во главе войска с воеводой Еремеем Глебовичем в ладьях на булгарский городок Ошель, стоявший на правом берегу Волги. Не остались в стороне и другие князья: князь переяславльский Ярослав Всеволодович, князь ростовский Василько Константинович, князь муромский Давыд Юрьевич послали полки под водительством своих воевод, а муромский удельный князь Юрий Юрьевич или участвовал сам, или послал своего сына, Олега. Все войска соединились в устье Оки и пошли вниз по Волге в насадах и ладьях. С собой везли и осадную машинерию («самострелы великие, мечущие великие камни и огнь»). Часть войска во главе с ростовским воеводой Воиславом Добрыничем пошла по Каме, разоряя города и набирая полон. Основная же часть войска подошла к Ошелю, высадилась на берег и после тяжёлого приступа взяла город. Ошель был подожжён и основательно разграблен, значительная часть горожан погибла при штурме, после чего город приходит в упадок. Лаврентьевская летопись под 6728 годом так передаёт эти события:

Георгий, великий князь, сын Всеволодов, послал брата своего Святослава с полками и воеводами на безбожных татар. И когда пришел Святослав под город Ошел, и вышли из ладей все полки пешие, увидев же это безбожные болгары, скоро поспев, кто на конях, а иные пешие, устремились в бой и вышли из города навстречу. Наши же, силою креста честного укрепляемые, пошли против них, стреляя в них. Они же, забежав за оплот, бились крепко. Наши же, рассекши оплот, вбили их в город их и взяли его на щит. И помог Бог Святославу месяца июня в 15 день, на память святого Амоса.

Устроив пиры в честь участников такого удачного похода, великий князь Юрий Всеволодович стал незамедлительно готовить новый поход, желая на этот раз возглавить его лично. Узнав об этом, от булгар прибыли послы с просьбой о мире. Условием мира Юрий Всеволодович называл выплату ежегодной дани от Волжской Булгарии, на что послы не согласились. Тогда, отпустив послов, князь послал в Ростов к племяннику, Василько Константиновичу, веля с войском двигаться к Городцу, а сам двинулся на Оку. Здесь его встретило второе посольство от булгар, однако Юрий Всеволодович отослал и их, потому что это не были послы от столицы, Великого Булгара. Тем временем, племянник и дядя с войском и кораблями соединились в Городце. Сюда пришло третье посольство к великому князю от булгар. Принеся великие дары, они смогли упросить князя отменить поход и заключить перемирие сроком на 6 лет. Взяв с них клятву, Юрий Всеволодович послал к булгарским мурзам своё посольство, а сам возвратился во Владимир.
В 1221 году Юрий Всеволодович «решился укрепить за Русью важное место» и основал город «на усть Оки» (Нижний Новгород). Примерно в то же время, между 1219 и 1225 годом, выше по Волге, в устье Унжи, появляется ещё одна крепость — Юрьевец. В том же 1225 году закладывается и первая деревянная церковь во имя Архистратига Михаила.
С этого времени начинается освоение суздальскими князьями правобережья Оки. Появление здесь княжеской власти повлекло за собой борьбу с мордвой. В 1226 году Юрий посылал против них братьев Святослава и Ивана, а в сентябре 1228 года Юрий возглавил воинство, взяв с собой брата Ярослава и племянников, Василька Константиновича ростовского и Всеволода Константиновича. С ними пошёл и муромский князь Юрий Давидович. Под этим годом впервые упоминается враждебная владимирцам территория в Окском Правоборежье — Пургасова волость, а также два мордовских князя (эрз. инязор, мокш. каназор) — Пургаз, враждебный Юрию Всеволодовичу, и Пуреш, выступавший на стороне владимирцев. В январе 1229 года он сам ходил на мордву. В апреле 1229 года инязор Пургаз собрал большое войско и осадил Нижний Новгород, однако не преуспел, сжёг монастырь и церковь за стенами города и отступил; в том же году ему нанёс большое поражение сын каназора Пуреша, Атямас. В 1232 году на мордву ходил сын Юрия Всеволод с князьями рязанскими и муромскими. По данным археологии, Саровское городище площадью ок. 44 га, считающееся крупнейшим укреплённым поселением мордвы домонгольского времени, возможно было центром Пургасовой волости русских летописей, разграбленным и разрушенным в первой половине XIII века. Противники распространения владимирского влияния на мордовские земли были разгромлены, но спустя несколько лет, во время монгольского нашествия, часть мордовских племён выступила на стороне монголов.
В 1236 году давний соперник русских князей на Волге, Волжская Булгария, пал под натиском монгольского нашествия. Земли и столица государства подверглись разорению. В 1237 году пришёл черёд и русских княжеств: Рязано-Муромская, Чернигово-Северская и Владимиро-Суздальская земли подверглись разорению, моноголами было захвачено и разрушено более 20 крупных городов, в том числе Нижний Новгород, Городец, Суздаль, Ростов, Владимир. В 1238 году в битве на реке Сить, потерпев поражение от войск под началом Бурундая, погиб великий князь Юрий Всеволодович, а вместе с ним — племянники Василько Константинович и Всеволод Константинович. При взятии Владимира погибли и трое сыновей великого князя с семьями. Святославу Всеволодовичу и Владимиру Константиновичу, участникам Ситской битвы, удалось уцелеть.
В 1238 году на великое княжение Владимирское сел Ярослав Всеволодович, брат покойного Юрия. Прочие уделы были разделены так: весь Ростовский удел был разделён между потомкам покойного старшего брата Константина — Борису Васильковичу достался Ростов с Белоозером и Устюгом, Василию Всеволодовичу — Ярославль, за Владимиром Константиновичем остался Углич; оставшимся живым братьям, Святославу Всеволодовичу и Ивану Всеволодовичу, были отдан Суздальское и Стародубское княжества соответственно. Старший сын, Александр Ярославич, в это время сидел на Новгородском княжении. Киевское княжение было передано Ярославом новому союзнику, Михаилу Черниговскому. Таким образом, Ярослав Всеволодович контролировал большую часть русских земель.
В 1238-1239 годах союзники организуют два похода против Литвы - зимой Михаил Черниговский совершает черниговско-галицкий поход на Литву, а Ярослав Всеволодович ходил под Смоленск, чтобы изгнать литовские полки и посадить на смоленский престол Всеволода Мстиславича.
В Лаврентьевской летописи от 1239 году сообщается о повторном разорении татарами Городца, а также Мордовской земли, Мурома, Гороховца. После этого они повернули на Рязань и Чернигов.
В 1242 году Ярослав посылал войско во главе со своими сыновьями Александром и Андреем на помощь новгородцам против ливонских рыцарей в битве на Чудском озере.
В 1243 году Ярослав первым из русских князей был вызван в Золотую Орду к Батыю, получив ярлык на великое княжение Владимирское и Киевское. По возвращении он послал в Киев наместника, а столицей избрал Владимир, тем самым завершив длительный процесс перемещения номинальной столицы Руси.
В Орде остался сын Ярослава, Константин. В 1245 году он был отпущен с вестью, что хан Батый требует к себе самого Ярослава, и тот с братьями и племянниками приехал в Сарай. Часть дел была решена в Орде, Святослав и Иван Всеволодовичи с племянниками отправились домой, а Ярослава Всеволодовича Батый направил в столицу Монгольского хаканата — Каракорум. Ярослав двинулся в далекий путь и в августе 1246 года приехал в Монголию, где был свидетелем воцарения третьего великого хана Гуюка, сына Угэдэя
.
Ярослав подтвердил ярлык в 1246 году у хана Гуюка, однако там же был отравлен. В том же году (20 сентября) в Улусе Джучи, отказавшись пройти языческий обряд поклонения перед ханской юртой, был убит второй из трёх самых влиятельных русских князей — Михаил Всеволодович Черниговский, по легенде отказавшийся пройти обряд языческого поклонения. Третий великий князь, Даниил Галицкий, ещё годом ранее был вынужден в 1245—1246 годах поехать в Сарай, признав вассальную зависимость от ханов ради сохранения государства. Красноречивы слова южнорусского летописца: «О злее зла честь татарская!»
По смерти брата в 1247 году Владимирский великокняжеский престол с дозволения Батыя занимает Святослав Всеволодович. Племянникам своим он назначает земли по завещанию Ярослава: Александру - Переяславль-Залесский, Андрею - Суздаль, Михаилу - Москву, Ярославу - Тверь, Даниилу - Юрьев, Константину - Галич-Мерьский, Василию - Кострому. Однако старшие сыновья, очевидно, остаются недовольны таким разделением и сами отправляются на поклон великому хану Гуюку в Каракорум. Партия Гуюка находилась в конфронтации с Батыем, а потому великий хакан назначил двух наследников великого князя: Александр получил Киев, а Андрей - Владимир. Современные историки расходятся в оценке того, кому из братьев принадлежало формальное старшинство. Во время похода на Батыя в 1248 году великий хакан Гуюк умирает. Видимо, чтобы выказать уважение во время траура по нему, братья задержались в Монголии.
В отсутствие старших братьев Михаил Хоробрит Московский, четвёртый сын великого князя Ярослава, сместил дядю на Владимирском престоле в 1248 году, но в том же году погиб в бою с литовцами в битве на реке Протве. После Святославу удалось разбить литовцев у Зубцова. 
В 1249 году Александр Ярославич и Андрей Ярославич возвращаются из Орды. Александр сел в Киеве и Новгороде, а Андрей во Владимирской земле. Дяде, Святославу Всеволодовичу, отдают в удел Юрьевское и Суздальское княжество. Братья тоже получили уделы: Ярослав Ярославич остался княжить в Тверском княжестве, Константин Ярославич - в княжестве Галич-Мерьском, Василий Ярославич - в Костромском.
В 1252 году, уже при новом великом хакане Мункэ, великий князь Андрей был вызван в Орду, так как прошли слухи о его неповиновении. Однако, понимая, шаткость своего положения, он предпочёл бежать в Новгород. Ему вслед был выслан Неврюй с монгольским отрядом. Под Переславлем Андрей вместе с братом Ярославом был разбит, но смог бежать сперва в Новгород, затем во Псков, в Ревель и, наконец, укрылся с семьёй в Швеции. После этих событий великое княжение Владимирское переходит Александру Ярославичу. В том же году по смерти Святослава Всеволодовича Юрьев-Польский и Суздаль вернулись в состав Владимирского удела, как и Тверь и Переславль, поскольку Ярослав Ярославич за поддержку Андрея был выслан в Ладогу.
Правление Александра Невского характеризовалось тесным взаимодействием с Золотой Ордой и активной военной, как оборонительной так и наступательной, деятельностью в отношении западных соседей - шведов, датчан, Тевтонского ордена, еми, суми, литвы. Так в 1256 году Александр отправлял новгородские и суздальские полки в устье Наровы с целью не дать шведам закрепиться в этом месте. При нём в 1257 году прошла монгольская перепись во Владимирской, Муромской, Рязанской землях и, после военного давления, в Новгородской земле. В 1262 году это привело к антиордынским восстаниям во Владимире, Суздале, Ростове, Переславле-Залесском, Ярославле, в ходе которых были перебиты ордынские откупщики (баскаки). Чтобы уладить этот конфликт, а также вопрос участия русских войск в борьбе ордынского хана Берке с персидским ильханом Хулагу, Александр собирает дань и лично отправляется в Орду. Пробыв там почти год, великий князь смог успокоить хана, однако заболел, и по пути назад 14 ноября 1263 года Александр Невский скончался в Городце.

### Городецкое княжество
Ярлык на великое княжение Владимирское получил брат покойного Александра, вернувшийся из Ладоги князь тверской Ярослав Ярославич. Дети Александра получили от дяди уделы: Дмитрий получил Переяславль-Залесское княжество, Андрей - Городецкое княжество, Даниил - Московское княжество; старший же сын, Василий, остался в ссылке в Суздале. По смерти Ярослава Ярославича ярлык на великое Владимирское княжение перешёл Василию Ярославичу Квашне.
Князь Андрей Александрович, прозванный Городецким, был фигурой неоднозначной в русской историографии. В 1276 году по милости старшего брата Дмитрия, ставшего новым великим князем по смерти дяди, Василия Квашни, он увеличил свои владения, получив княжество Костромское. В 1277-1278 годах он участвовал в русско-ордынском походе хана Золотой Орды Менгу-Тимура против ясов, откуда вернулся с богатой добычей, разграбив город Дедяков. В 1281 году, пользуясь расположением хана Менгу-Тимура, Андрей Городецкий получает ярлык на великое княжение Владимирское в обход брата, Дмитрия. С татарским войском Андрей вернулся в Северо-Восточную Русь, разорил земли вокруг Мурома, Владимира, Юрьева, Суздаля, Переяславля, Ростова, Твери, вынудив Дмитрия бежать в Псков, к давнему боевому товарищу князю Довмонту. Затем Андрей по приглашению новгородцев стал княжить в Новгороде. В 1283 году следует короткое перемирие, Андрей уступает брату Владимир, но в 1285 году снова собирает войско, однако терпит неудачу.
В 1292 году Андрей Городецкий едет в Орду к хану Тохте, где жаловался на брата Дмитрия. Хан встаёт на его сторону, и в 1293 году Андрей привёл с собой воинство, именуемое в историографии «Дюденевой ратью» по имени полководца, Тудана. Татары разорили Владимир, Москву, Муром, Юрьев, Переяславль, Коломну, Можайск и многие другие города, убивали и брали в плен людей. Дмитрий снова бежал во Псков, а затем в Тверь, где и умер в 1294 году.

Никто из князей Мономахова рода не сделал больше зла Отечеству, чем сей недостойный сын Невского. (Н. М. Карамзин)

В 1304 году Андрей Александрович Городецкий скончался. Великое княжение Владимирское перешло к двоюродному брату, Михаилу Тверскому. Костромское княжество было передано племяннику, Борису Даниловичу, сыну Даниила Московского. Городецкое княжество досталось сыну Андрея Городецкого, Михаилу Андреевичу. Однако уже в 1305 году тот скончался, и удел был передан суздальскому князю Михаилу Андреевичу. После его смерти в 1311 году Городецкий удел возвращается в состав Владимирского великого княжения, но московский князь Юрий Данилович захватывает Городец и передаёт брату, князю костромскому Борису Даниловичу. Для защиты от владимирцев, столица княжества впервые переносится в Нижний Новгород.
После смерти Бориса Даниловича в 1320 году, Городецкое княжество снова становится выморочным и возвращается в состав Владимирского великого княжения: в частности, в 1328 году его земли вместе с ярлыком на великое Владимирское княжение передавалось Узбек-ханом в подчинение суздальскому князю Александру Васильевичу, в 1331 — московскому князю Ивану Калите, и, наконец, в 1341 - суздальскому князю Константину Васильевичу.

### Великое княжество Нижегородское
Однако, получив во владение Городец, Нижний Новгород и Унжу, князь Константин Васильевич не получил ярлык на Владимирское великое княжение, которое должно было перейти к нему по старшинству: вместо него Владимир получил князь московский Симеон Гордый за личную верность и преданность отца ордынскому хану. Это породило два политических события: с одной стороны - суздальские князья затаили обиду на князей московских, с другой стороны - литовский князь Ольгерд Гедиминович обеспокоился усилением Москвы (к этому моменту под рукой Москвы уже объединились Владимир, Можайск, Дмитров, Галич-Мерьский, Углич, Ростов, Белоозеро, Устюг). В 1342 году Константин Васильевич посещал Орду, задабривая хана Джанибека, и в 1344 году вместе с остальными русскими князьями, но Владимирское княжение осталось за Москвой. В 1350 году он переносит столицу из теряющего своё былое значение Суздаля в активно развивающийся Нижний Новгород. В том же году по его просьбе константинопольский патриарх поставил суздальским епископом Иоанна, а в Нижнем Новгороде закладывается соборный храм Боголепного Преображения, куда из Суздаля был перенесен образ Спаса Нерукотворного. Так, с 1350 года, было образовано Нижегородско-Суздальское великое княжество.
В 1353 году, после смерти Симеона Гордого, Константин попытался оспорить право на великое княжение у его брата, Ивана Красного, заручившись поддержкой новгородцев, но Джанибек-хан оставил ярлык у Москвы. В 1354 году Константин сблизился с Литвой, женив своего сына Бориса на литовской княжне Агриппине Ольгердовне.
Усилия великого князя Константина Васильевича не принесли ему Владимирского престола, но поставили Нижний Новгород в один ряд с Московским и Тверским великими княжествами. При его правлении активно осваивались южные и юго-восточные земли края, бассейн реки Кудьмы и правобережье Оки. Восточная граница княжества расширилась до реки Сундовик. Заселение новых земель шло относительно мирно, переселенцы были вольны селиться везде, где они хотели. Среди мордвы велась православная миссия. Лишь перед своей смертью Константин признал право Ивана Красного на Владимирский престол.
В 1355 году Константин Васильевич умер, оставив Нижегородское великое княжение старшему сыну, Андрею, Дмитрий получил Суздаль, Борис - Городец и Поволжье до Суры, и лишь младший сын, Дмитрий Ноготь, по малолетству удела не получил.

### Московское государство
После того, как в 1425 году Нижегородско-Суздальское великое княжество окончательно вошло в состав Великого княжества Московского, управление территориями стало осуществляться на основе местничества. Прилегающие к Нижнему Новгороду территории бывшего княжества сформировали Нижегородский уезд, граничивший с Галичским, Курмышским, Муромским, Гороховецким, Суздальским, Юрьевецким, а позднее — и с Козьмодемьянским, Алатырским, Арзамасским и Балахнинским уездами.

### Российская империя
В ходе областной реформы Петра I 1708 года Нижний Новгород с окрестными землями был причислен к Казанской губернии. В 1714 году была создана Нижегородская губерния.
В 1720 году в России были официально образованы провинции, в том числе Нижегородская провинция, в которую вошли Нижегородский, Балахнинский и Юрьевецкий уезды.

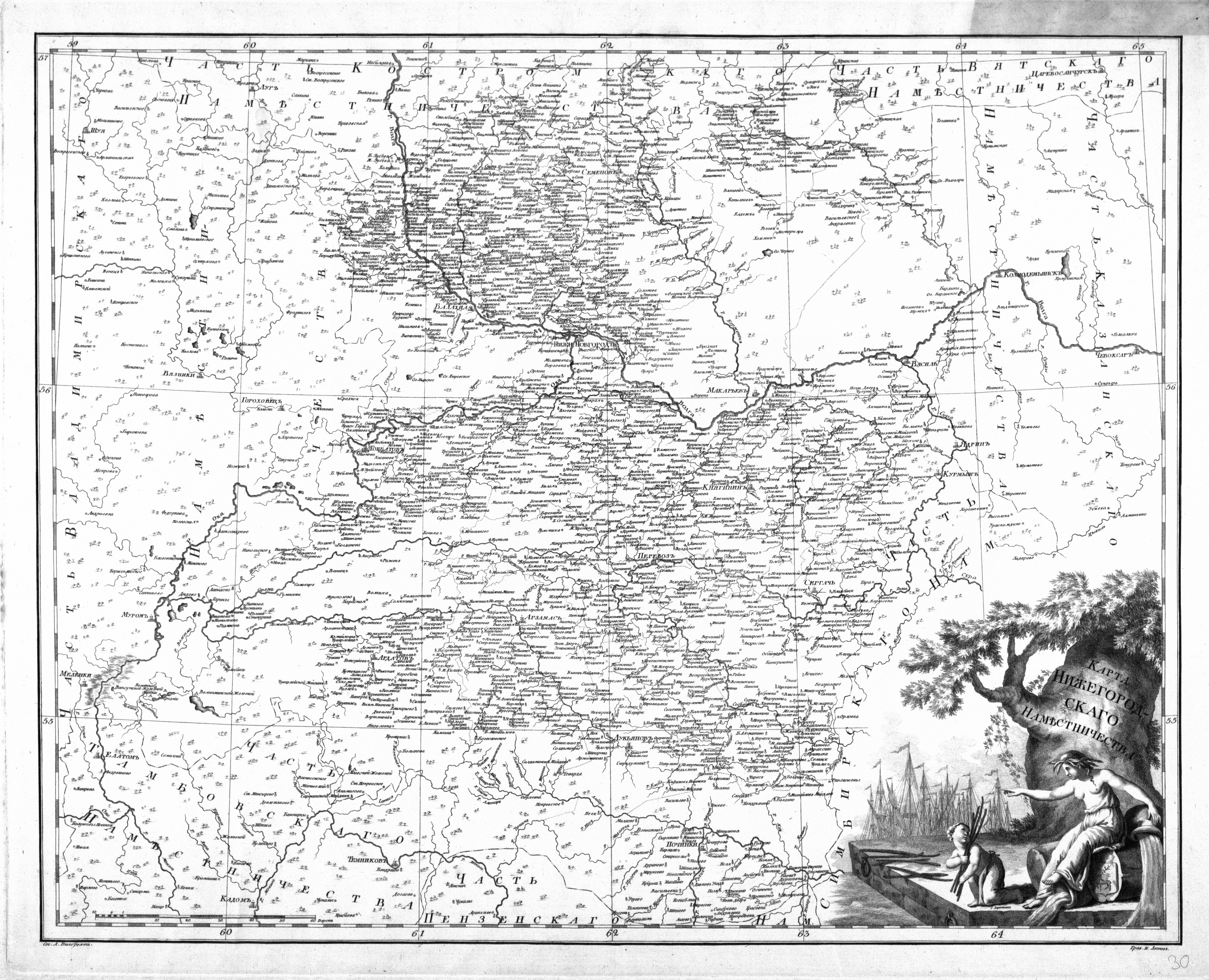
Карта Нижегородского наместничества из Российского атласа из сорока четырех карт состоящего и на сорок на два наместничества Империю разделяющего» (1792)

В ходе административной реформы Екатерины II 5 сентября 1779 года было учреждено Нижегородское наместничество, включившее в себя старую Нижегородскую губернию, а также части сформированных ранее Рязанского и Владимирского наместничеств и часть Казанской губернии.
12 декабря 1796 года при Павле I происходит обратное переименование Нижегородского наместничества в Нижегородскую губернию. При этом были упразднены Княгининский, Макарьевский, Починковский, Пьянскоперевозский и Сергачский уезды.
В октябре 1797 года размер Нижегородской губернии был увеличен за счёт территорий, полученных при разделе Пензенской губернии. После вступления на престол Александра I 9 сентября 1801 года Пензенская губерния была восстановлена в прежнем объёме.
В 1802 году Княгининский, Макарьевский и Сергачский уезды были восстановлены.
Нижегородская губерния была в числе 17 регионов, признанных серьёзно пострадавшими, во время голода 1891—1892 годов.

### СССР
В 1918 году Горбатовский уезд переименован в Павловский. Образован Воскресенский уезд. В 1920 году Макарьевский уезд был переименован в Лысковский. В 1921 году Балахнинский уезд был переименован в Городецкий. Образованы Выксунский, Починковский и Сормовский уезды.
В 1922 году в состав Нижегородской губернии вошли Варнавинский, Ветлужский уезды и 6 волостей упраздненного Ковернинского уезда Костромской губернии, Курмышский уезд Симбирской губернии и 4 волости Тамбовской губернии. Образован Канавинский рабочий район.
Нижегородская область в составе РСФСР была образована 14 января 1929 года.
15 июня 1929 года Нижегородская область РСФСР была преобразована в Нижегородский край. 15 июля 1929 года в составе Нижегородского края был образован Нижегородский округ. 30 июля 1930 года Нижегородский округ, как и большинство остальных округов СССР, был упразднён.
В 1932 году Нижегородский край был переименован в Горьковский край. В её состав также были включены территория упраздненной Вятской губернии и небольшие участки Владимирской и Костромской губерний.
В 1936 году Горьковский край был преобразован в Горьковскую область (из него вышли Марийская и Чувашская АССР).
В 1954 году из Горьковской области была выделена Арзамасская область (упразднена в 1957 году).
В 1946 году после размещения в посёлке Сары Кылыч секретного КБ-1, в феврале 1947 года вышло постановлением Совета Министров СССР об отнесении его к особо режимным предприятиям с превращением его территории в закрытую режимную зону. Посёлок был изъят из административного подчинения Мордовской АССР и полностью исключён из всех учётных материалов. 17 марта 1954 года вышло закрытое постановление Президиума Верховного Совета РСФСР «Об образовании городских и поселковых советов в закрытых городах и посёлках». Этим постановлением посёлку был присвоен статус города с именем Кремлёв. В начале 1960-х годов город получил название Арзамас-75, в 1966 году появилось название Арзамас-16. В 1991—1995 годах официально снова назывался Кремлёв, c 1995 года — Саров.

### Российская Федерация
22 октября 1990 года Указом Президиума Верховного Совета РСФСР Горьковская область была переименована в Нижегородскую. 21 апреля 1992 года Съезд народных депутатов России утвердил переименование области, внеся поправку в ст. 71 Конституции РСФСР 1978 года, которая вступила в силу 16 мая 1992 года.
В феврале 1994 года в состав Нижегородской области был передан Сокольский район Ивановской области.
27 марта 1994 года состоялись первые выборы в новый областной орган власти — Законодательное собрание.
18 апреля 1995 года принят первый Устав Нижегородской области.
22 декабря 2005 года принят новый устав региона.